# Gambswoog
Der Gambswoog – alternativ Gambsklause genannt – ist ein fachsprachlich auch Klause genannter Floßsee im Pfälzerwald.

## Lage
Der See liegt im Gräfensteiner Land im Nordosten der Waldgemarkung der Ortsgemeinde Merzalben; bereits rund hundert Meter weiter nördlich verläuft die Gemarkungsgrenze zu Leimen. Er ist Stausee des Wartenbachs, der rund 20 Meter oberhalb entspringt. Unmittelbar nördlich erstreckt sich der 590,8 Meter hohe Mühlenberg, nordöstlich der 606,2 Meter hohe Hortenkopf und südöstlich der 609,9 Meter hohe Weißenberg.

## Geschichte
Der See wurde 1841 zum Zweck der Holztrift angelegt. Benannt wurde er nach Kreisforstrat Franz Ernst Gambs, der 1828 nach Speyer versetzt worden war und in dessen Zuständigkeitsbereich die Errichtung der Triftanlagen entlang des Wartenbachs fiel. Die Trift endete im Jahr 1906, wodurch der Gambswoog seine bisherige Funktion einbüßte.

## Kultur
Sein Absperrbauwerk ist als Ritterstein 232 deklariert und trägt die Aufschrift Gambsklause.

## Natur
Der Gambswoog ist Bestandteil der Kernzone Quellgebiet der Wieslauter des Naturparks Pfälzerwald.